# John Allen
John L. Allen, Jr. (1965) es un periodista estadounidense editor del periódico Crux especializado en noticias sobre la Iglesia católica. Fue corresponsal de National Catholic Reporter y CNN y NPR. También ha escrito varios libros sobre la Iglesia Católica y dos biografías sobre Benedicto XVI.

## Biografía
Allen creció en estado de Kansas, Estados Unidos. Cursó el colegio en el Thomas More Prep-Marian, administrado por la orden de los franciscanos capuchinos. Hizo un máster en estudios sobre religión en la Universidad de Kansas.
Allen entró a trabajar en el National Catholic Reporter en agosto de 1997. Durante los sucesos del fallecimiento del papa Juan Pablo II, Allen apareció frecuentemente en la cadena de televisión CNN. En la actualidad es vaticanista para CNN y NPR. Además fue comentarista de las noticias del Vaticano.
En 2014 empezó a trabajar en The Boston Globe como editor asociado para lanzar su nuevo periódico especializado en información católica Crux. en 2016, el Globe transfirió la propiedad del proyecto por motivos económicos de manera que pasó a ser totalmente independiente. En ese momento en Crux estaban Allen, Inés San Martín y Shannon Levitt. Con Allen como editor el periódico pasó a tener el apoyo económico de los Caballeros de Colón.

## Obras

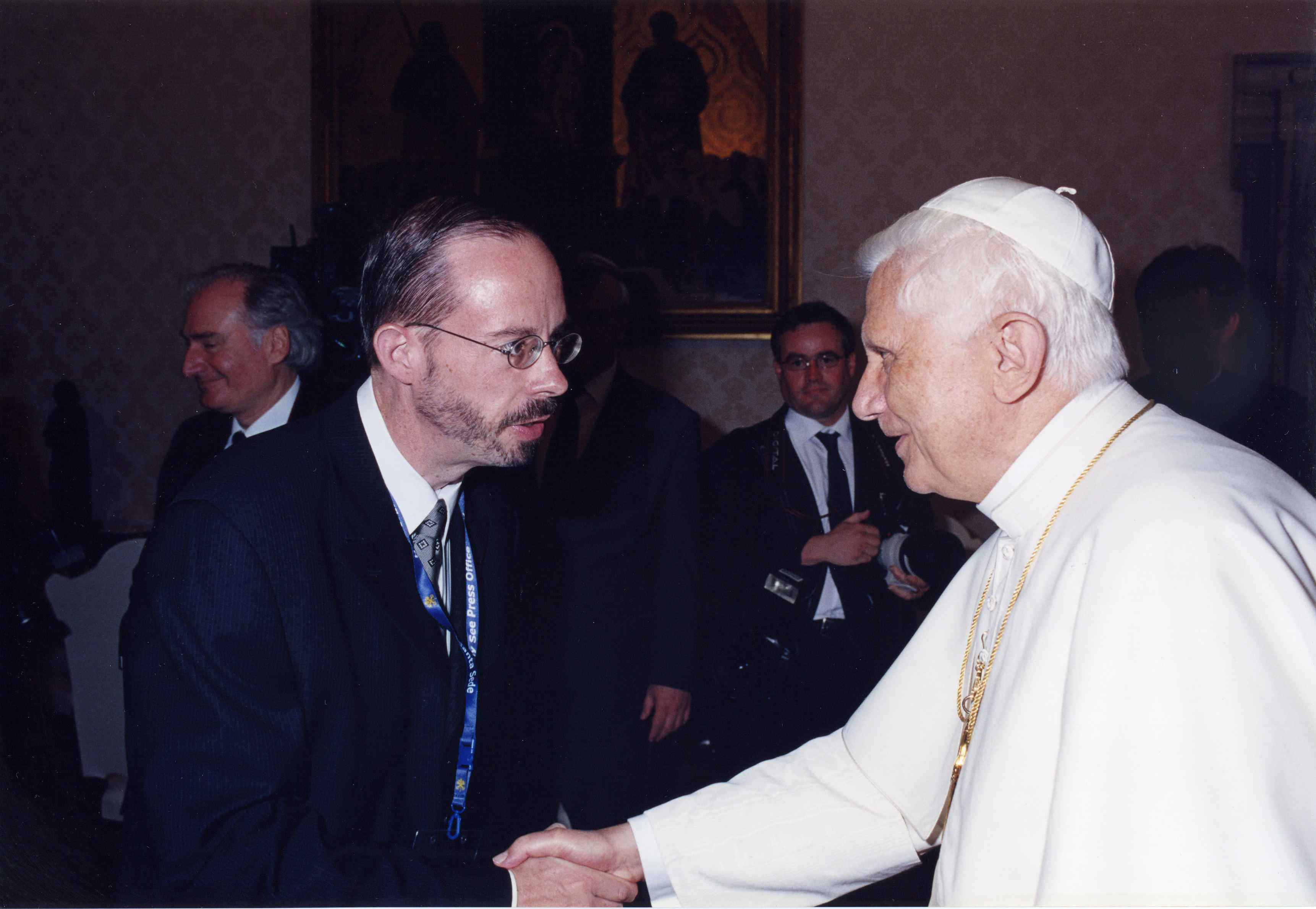
John L. Allen, Jr. junto al papa Benedicto XVI.

- The Future Church: How Ten Trends are Revolutionizing the Catholic Church. Doubleday. 2009. ISBN 978-0-385-52038-6.
- All the Pope's Men. The Inside Story of How the Vatican Really Thinks. Doubleday. 2007. ISBN 978-0-307-42349-8.
- The Rise of Benedict XVI. The Inside Story of How the Pope was Elected and Where He Will Take the Catholic Church. Doubleday. 2007. ISBN 978-0-307-42410-5.
- Opus Dei. An Objective Look Behind the Myths and Reality of the Most Controversial Force in the Catholic Church. Doubleday. 2007. ISBN 978-0-385-51450-7.
- Conclave. The Politics, Personalities, and Process of the Next Papal Election. Doubleday. 2002. ISBN 978-0-385-50456-0.

### Ediciones en español
- Diez cosas que el papa Benedicto XVI quiere que sepas. Ediciones Mensajero. 2008. ISBN 978-84-271-2934-4.
- Opus Dei: una visión objetiva de la realidad y los mitos de la fuerza más polémica dentro de la Iglesia católica. Editorial Planeta. 2006. ISBN 978-84-08-06710-8.